# Gérard Choain
Gérard Choain (Lille, 12 de noviembre de 1906 - París, 1988) fue un escultor francés.

## Datos biográficos
Gérard Choain nació en el año 1906 en la ciudad francesa de Lille.
Fue alumno de Aimé Blaise en la Escuela de bellas Artes de Lille , donde fue compañero de estudios de Émile Morlaix, René Leleu, Lucien Fenaux y Gaston Watkin. Continúa su formación en la École nationale supérieure des beaux-artsen París, donde asiste al taller de Paul Landowski.
Durante la Segunda Guerra Mundial, fue hecho prisionero y herido dos veces. Influido por esta experiencia, tras la guerra hizo numerosos Monumentos y memoriales a los muertos.
Realizó numerosos monumentos, entre ellos Río Sena (del francés: La Seine), en el cours de la Reine en la Plaza de Alma en París, por la que obtuvo en 1962 el Grand prix des Beaux arts de la ville de Paris. Es también autor de las figuras de los cuatro continentes para la fuente del Almirante Bruat en Colmar.
El museo de Lille conserva suyos tres bronces, un atleta, un busto de hombre y la cabeza de Asia. Muchas de sus obras son igualmente conservadas en el Museo de arte moderno de la villa de París.
En 1967 fue nombrado caballero de la Orden Nacional del mérito (en francés: Ordre national du Mérite. 
En 1974 fue nombrado caballero de la Legión de Honor.
Fue encargado por la villa de París, de la restauración de las fachadas del palacio de justicia (del francés: palais de justice), del tribunal correccional (del francés: tribunal correctionnel) y del tribunal de comercio (del francés: tribunal de commerce).
Falleció en París, en 1988.
Un sitio de internet está consagrado a su obra: https://web.archive.org/web/20090723015143/http://www.gerard-choain.fr/

## Obras
Entre las mejores y más conocidas obras de Gérard Choain se incluyen las siguientes:
- Río Sena (del francés: La Seine), en el cours de la Reine en París,
- figuras de los cuatro continentes, para la fuente del Almirante Bruat en Colmar.
- busto de Elisabeth Taylor,

Los Monumentos a los muertos:de Vincennes, de L'Aigle , de Thann, el monument aux morts des camps de déportation de 1957-58 en el cementerio del Père-Lachaise. También el Monumento dedicado a la memoria de los republicanos españoles muertos deportados en 
Mauthausen , otro en Wittelsheim . 
También en Wittelsheim hizo dos relieves para la fachada del ayuntamiento
Escultura religiosa

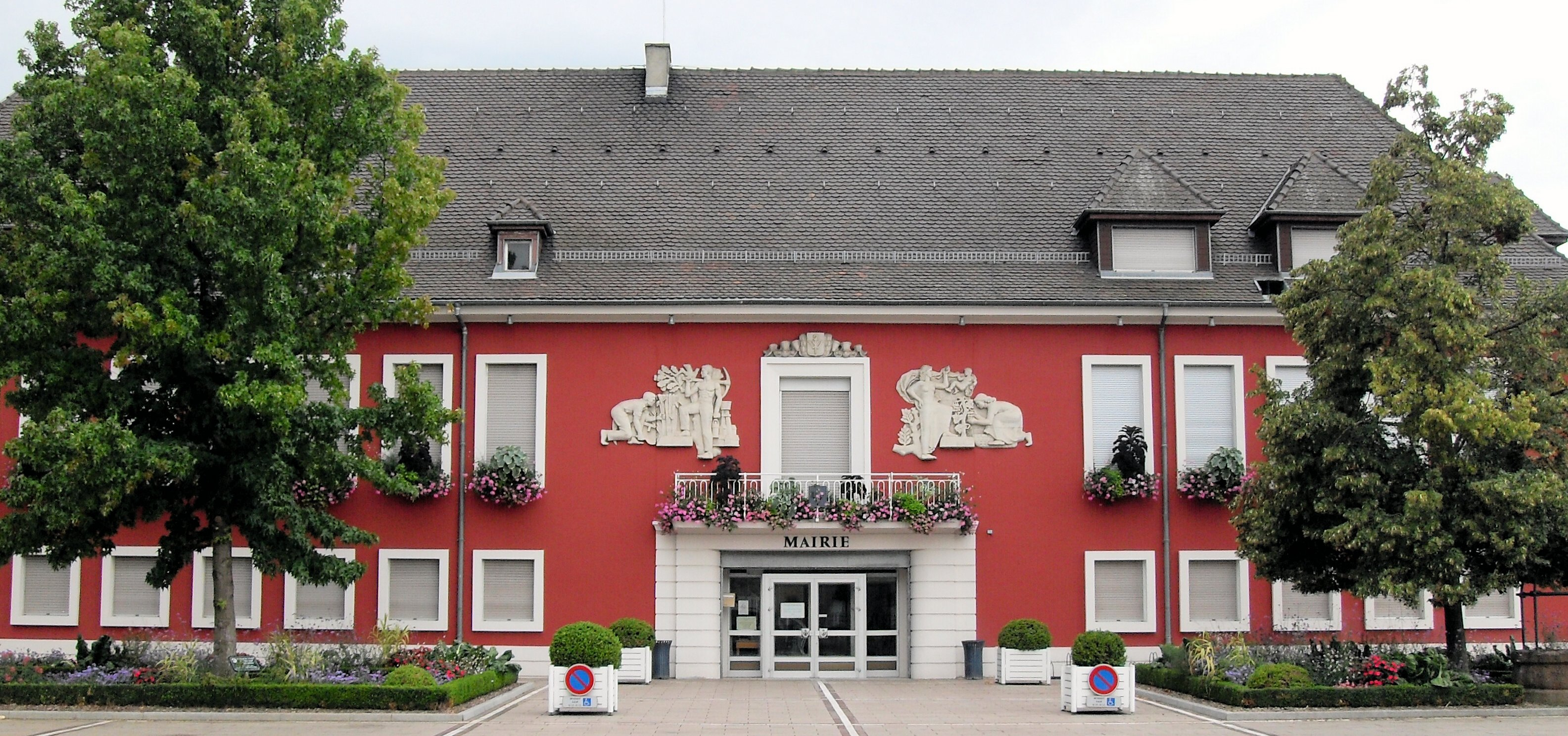
Relieves del ayuntamiento de Wittelsheim

- Viacrucis para la iglesia de Saint Louis en Toulon
- Estatua de Saint Jean Baptiste en la iglesia de Belleville de París.

En el Museo de Lille:
- un atleta, bronce
- un busto de hombre, bronce  (enlace roto disponible en Internet Archive; véase el historial, la primera versión y la última). y  (enlace roto disponible en Internet Archive; véase el historial, la primera versión y la última).
- cabeza de Asia, bronce
- Busto de M. Planque, conseiller municipal de la ville de Lille  (enlace roto disponible en Internet Archive; véase el historial, la primera versión y la última).

En el Museo de arte moderno de la villa de París:
(...)